# برانكو كانكاراش
برانكو كانكاراش مواليد 28 مايو 1988 في نوفي ساد، هو لاعب كرة يد مونتينيغري يلعب كمحور. مثل منتخب الجبل الأسود لكرة اليد.

## سجل المنافسة
شارك في البطولات التالية:
- بطولة أوروبا لكرة اليد للرجال 2016

## روابط خارجية
- برانكو كانكاراش على موقع الاتحاد الأوروبي لكرة اليد (الإنجليزية)